# Société des tramways algériens

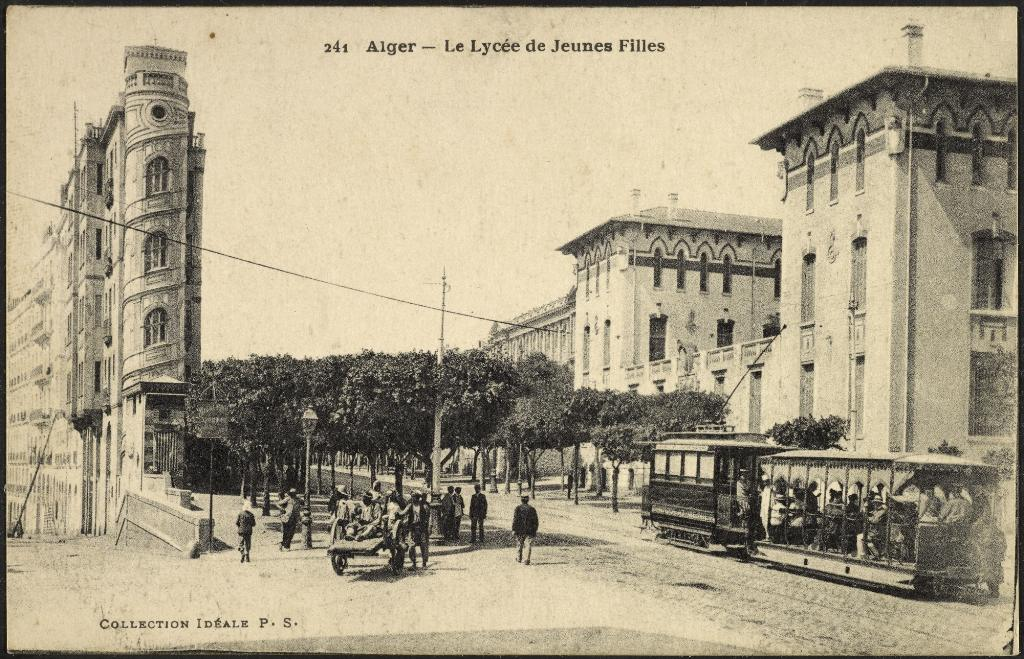
Tram a due assi che traina un rimorchio davanti al Liceo femminile di Algeri, il 25 luglio 1926

La Société des tramways algériens (TA) nacque nel 1896 a Parigi con lo scopo di costruire ed esercire una rete tranviaria urbana ad Algeri.
La società era una filiale della Compagnie française pour l'exploitation des procédés Thomson Houston, titolare della concessione . La dichiarazione di "pubblica utilità" venne emanata il 13 gennaio 1897. 
La sede della società venne stabilita a Parigi, al n. 165 del boulevard Haussmann.
La rete tranviaria utilizzava lo scartamento ridotto da 1055 mm.

## Linee
- Hôpital du Dey - Opéra - Colonne Voirol, lunga 7,3 km, aperta il 14 aprile 1898,
- Opéra - Boulevard Bru, di 1,579 km, aperta nel febbraio 1903.